# Naturpark Südharz

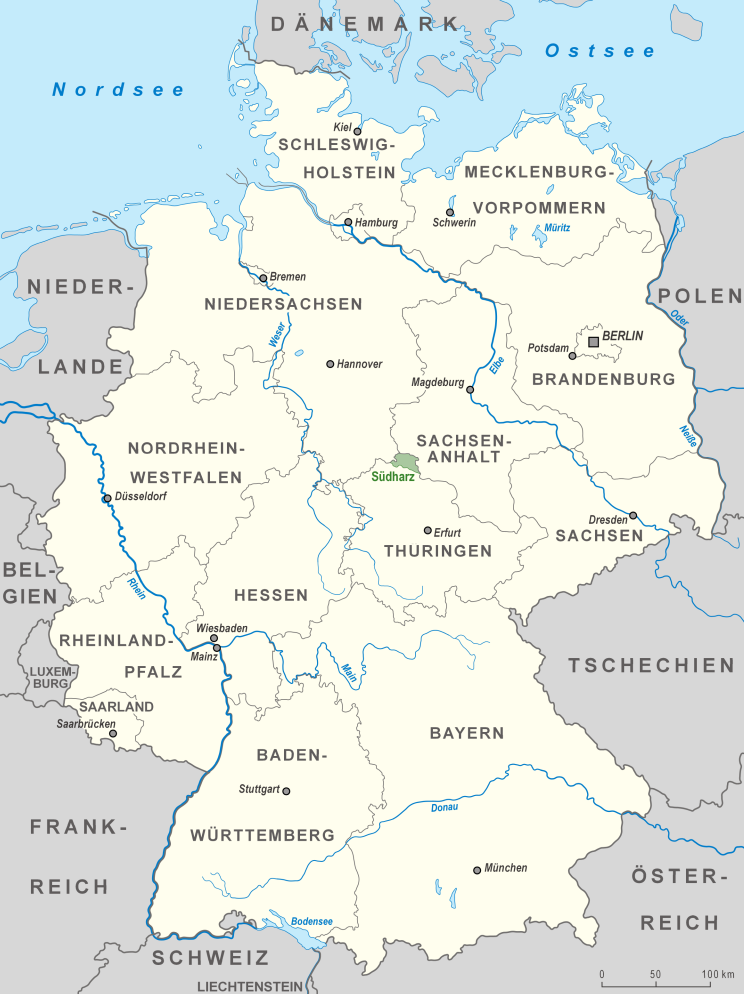
Lage des Naturparks Südharz

Der Naturpark Südharz liegt im Landkreis Nordhausen im Norden von Thüringen. Die Verordnung des im Harz gelegenen Naturparks trat zum 31. Dezember 2010 in Kraft und begründete damit den fünften Naturpark in Thüringen. Er ist 267 km² groß. Träger ist der Südharzer Tourismusverband e. V. in Abstimmung mit dem Naturpark Kyffhäuser.
Der Naturpark umfasst Teile des Südabfalls des Unterharzes, die Gipskarstlandschaft des daran anschließenden Zechsteingürtels und den Übergangsbereich zum Nordthüringer Buntsandsteinland. Im Süden wird der Park durch das Tal der Helme, an den anderen Seiten durch die thüringische Landesgrenze begrenzt. Seine Westgrenze ist Teil des Grünen Bandes Deutschland. Er grenzt im Osten an das Biosphärenreservat Karstlandschaft Südharz (Sachsen-Anhalt), im Norden an den Naturpark Harz/Sachsen-Anhalt und im Nordwesten an den Naturpark Harz (Niedersachsen). Der gesamte Harz ist Großschutzgebiet, in dem auch der Nationalpark Harz liegt.
Im Naturpark finden sich Bachschwinden, Karstquellen, Erdfallseen und Dolinen neben Gipssteilwänden. Aufgrund der vielen Höhlen leben in den Buchenwäldern zahlreiche Fledermausarten, die dort geeignete Quartiere finden, darunter auch die Mopsfledermaus. Ebenso gibt es Vorkommen von Wildkatze und Luchs. Trockenrasenflächen mit Orchideen sind die Reste ehemaliger Weiden und Wiesen auf den Karstflächen.
Die höchste Erhebung des Naturparks Südharz ist der Große Ehrenberg (635,5 m ü. NN).